# 밤비
《아기사슴 밤비》 혹은 《밤비》(영어: Bambi)는 1942년에 나온 월트 디즈니사의 애니메이션 영화이다. 밤비: 숲 속의 노루 (글 펠릭스 잘텐 1923년 작품)라는 소설을 기반으로 제작되었다. 월트 디즈니사의 정규 극장판으로는 5번째이다. 데이비드 핸드가 감독했으며 1942년 8월 13일 RKO 라디오 픽쳐를 통해 극장에 배급되었다. 후속편인 밤비 2는 2006년 비디오로 출시되었다.
2011년 12월 이 영화는 미국 의회도서관에 의해 문화적으로, 역사적으로, 미적으로 중요성을 인정받아 미국 국립영화등기부에 선정, 보존되었다.
지금은 사슴인형중에 밤비와 닮은 인형이 있다.

## 줄거리
평화로운 새벽의 숲속에서 새로 태어난 아기사슴 밤비. 밤비가 걷게 되자 토끼 덤퍼는 밤비에게 숲속생활의 요모조모를 가르쳐 주고, 수줍은 스컹크 플라워와도 만나 절친한 친구사이가 된다. 어느 겨울날 사냥하러 온 인간들에 의해 엄마가 죽고 밤비는 홀로 남겨지지만 곧 봄이 오고, 친구들과 함께 씩씩하게 자란 밤비는 펠린을 만나 사랑에 빠진다. 그러나, 어디선가 밤비보다 덩치가 큰 사슴 론노가 나타나 펠린을 빼앗으려 하자, 밤비는 용감하게 싸워 이긴다. 가을이 되자 인간들이 숲에 캠프 파이어를 놓고 사냥개를 푼다. 밤비는 이제 아버지와 함께 숲속의 친구들을 지키기 위해 애쓴다. 또 다시 봄이 찾아오고. 용감한 밤비는 숲의 평화를 지킬 숲의 왕자가 된다.

## 성우진
| 배역            | 영어 성우                                                                           | 한국어 성우                 |
| --------------- | ----------------------------------------------------------------------------------- | --------------------------- |
| 밤비            | 보비 스튜어트(유년기) 도니 듀나건(소년기) 하디 올브라이트(청년기) 존 서덜랜드(성년) | 이대원 김승준(성년)         |
| 덤퍼            | 피터 벤(소년기) 팀 데이비스(청년기) 샘 에드워즈(성년)                               | 인병국 강수진(성년)         |
| 플라워          | 스탠 알렉산더(소년기) 팀 데이비스(청년기) 스털링 홀러웨이(성년)                     | 김민상 서문석(성년)         |
| 펠린            | 캐미 킹(소년기) 앤 길리스(성년)                                                     | 박지현(소년기) 최덕희(성년) |
| 부엉이 할아버지 | 윌 라이트                                                                           | 유동현                      |
| 밤비의 엄마     | 폴라 윈즐로                                                                         | 이영주                      |
| 큰 사슴님       | 프레드 실즈                                                                         | 유강진                      |

## 리뷰
《밤비》은 로튼 토마토의 46개의 리뷰를 기반으로 총 90%의 신선도 평가를 받았으며, 8.26/10의 가중 평균 점수를 받았다..

## 음악
유명한 곡으로는 다음과 같은 곡이 있다:
1. Love Is A Song
2. Bambi on ice
3. The Great Prince of the Forest
4. Man
5. Say Bird
6. Fun On The Ice
7. Bambi on ice
8. Bambi on ice
9. Bambi on ice
10. Little April Shower
11. Let's Sing A Gay Little Spring Song
12. I Bring You A Song